# 彭建勋
彭建勋（1951年8月—），男，汉族，山西怀仁人，中华人民共和国政治人物，曾任国家煤矿安全监察局副局长，中国煤炭工业协会副会长、党委副书记，第十届全国人大代表。